# Pangert
Pangert är en bergstopp i Österrike.   Den ligger i distriktet Schwaz och förbundslandet Tyrolen, i den västra delen av landet, 400 km väster om huvudstaden Wien. Toppen på Pangert är 2 590 meter över havet.
Terrängen runt Pangert är bergig åt sydost, men åt nordväst är den kuperad. Närmaste större samhälle är Schwaz, 17,4 km norr om Pangert. 
I omgivningarna runt Pangert växer i huvudsak blandskog. Runt Pangert är det ganska glesbefolkat, med 42 invånare per kvadratkilometer.